# 坂田幹太

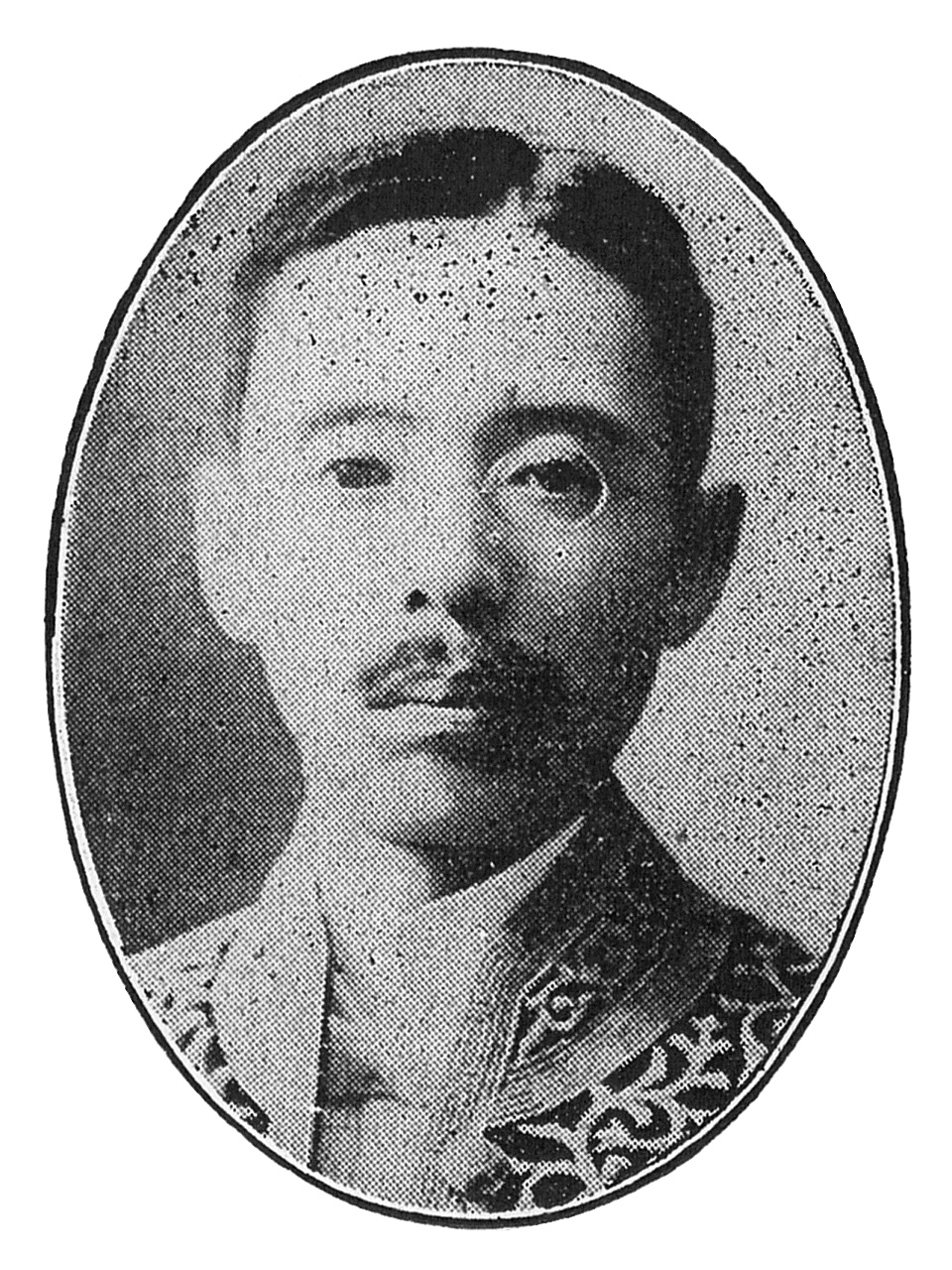
坂田幹太

坂田 幹太（さかた みきた、1879年（明治12年）12月13日 - 1958年（昭和33年）10月18日）は、日本の内務官僚、政治家、実業家。県知事、貴族院議員。旧姓・水谷。

## 経歴
山口県出身。水谷良高の長男として生まれ、伯父・坂田昌熾（海軍軍人、衆議院議員）の養子となる。東京府尋常中学校、第一高等学校を経て、1903年、東京帝国大学法科大学政治学科を卒業。内務省に入り神奈川県属となる。1904年11月、文官高等試験行政科試験に合格。
以後、神奈川県視学官、同事務官第二部長、内閣書記官兼総理大臣秘書官、福岡県事務官・港務部長、農商務大臣秘書官、内務省参事官兼内務大臣秘書官などを歴任。
1916年4月、愛媛県知事に就任。1917年1月、香川県知事に転じた。1919年4月、同知事を休職。同年5月22日、依願免本官となり退官した。同年5月、高松市長となり、1920年5月まで在任。
その後、実業界に転じ、大阪合同紡績取締役、阪神国道自動車社長、川崎重工業監査役、大阪経済会常務理事などを歴任。
1946年6月8日、貴族院勅選議員に任じられ、同和会に属し、1947年5月2日の貴族院廃止まで在任した。

## 栄典
- 1912年（大正元年）8月1日 - 韓国併合記念章[4]
- 1916年（大正5年）1月19日 - 双光旭日章[5]

## 親族
- 長男 坂田昌一（物理学者）